# Brian Cox (réalisateur)
Pour les articles homonymes, voir Cox et Brian Cox.
Brian Cox est un producteur, un réalisateur et un scénariste américain.

## Filmographie partielle
- 1993 : réalisateur et scénariste de The Obit Writer
- 1996 : réalisateur et scénariste de Scorpion Spring
- 2003 : réalisateur et scénariste de Keepin' It Real
- 2007 : réalisateur et scénariste de The Dead One
- 2014 : producteur et scénariste de Kite
- 2016 : producteur et scénariste de Bergers et bouchers